# جيمس إيفان بروس بيلي
جيمس إيفان بروس بيلي (بالإنجليزية: James Evan Bruce Baillie)‏ هو سياسي بريطاني (وحمل سابقاً جنسية المملكة المتحدة لبريطانيا العظمى وأيرلندا)، ولد في 1859، وتوفي في 6 مايو 1931. في الانتخابات الفرعية في مجلس العموم البريطاني ‏، انتخب عضو برلمان المملكة المتحدة الـ25 عن دائرة Inverness-shire (UK Parliament constituency) ‏ (13 يونيو 1895 – 8 يوليو 1895) وفي الانتخابات العمومية البريطانية 1895 ‏، انتخب عضو برلمان المملكة المتحدة الـ26 عن دائرة Inverness-shire (UK Parliament constituency) ‏ (13 يوليو 1895 – ).